# Joseph Vogler
Joseph Vogler, SJ (* 24. Februar 1661 in Mering; † 23. Juni 1708 in Ingolstadt) war ein deutscher Theologe und Jesuit.
Vogler trat 1676 im Alter von 15 Jahren in den Orden der Gesellschaft Jesu ein. Er war zunächst als Lehrer am Lyzeum München tätig. 1691 wurde er als Professor der Philosophie an die Universität Ingolstadt berufen. Ab 1701 lehrte er dort scholastische Theologie.
1706 erschien sein bedeutendstes theoretisches Werk De legibus et fide.
Seine Büste fand Aufstellung in der Ruhmeshalle in München.